# Leon Wetmański
Leon Wetmański (ur. 10 kwietnia 1886 w Żurominie, zm. 10 października 1941 w Działdowie) – polski duchowny rzymskokatolicki, biskup pomocniczy płocki w latach 1928–1941, błogosławiony Kościoła katolickiego.

## Życiorys

### Młodość
Syn Adama i Korduli z Chądzyńskich. W latach 1895–1900 uczęszczał do szkoły gminnej w Żurominie. W 1902 rozpoczął studia w Seminarium Nauczycielskim w Wymyślinie (obecnie Skępe). Za potajemną naukę języka polskiego i podpisanie petycji do władz zaborczych o uwzględnienie języka polskiego w szkolnym programie został wydalony z trzeciego, ostatniego roku studiów.
Pobyt w Wymyślinie wpłynął decydująco na jego dalsze losy. W 1906 zdał egzamin gimnazjalny w Płocku i został przyjęty do Wyższego Seminarium Duchownego w Płocku, którego rektorem był ks. Antoni Julian Nowowiejski. W czasie studiowania odznaczał się pracowitością i dużą wrażliwością na wszelkie zobowiązania. Przez rok pełnił obowiązki dziekana kleryckiego.

### Prezbiterat
Święcenia kapłańskie przyjął 23 czerwca 1912 w Płocku z rąk bpa Antoniego Juliana Nowowiejskiego. Po wakacjach został skierowany na dalsze studia do Akademii Duchownej w Petersburgu. Ukończył je w 1916, uzyskując stopień magistra psychologii religii.
Będąc w Petersburgu podczas I wojny światowej, niósł pomoc materialną i moralną uchodźcom, zorganizował sierociniec. Ze względu na wojnę nie mógł powrócić do Polski. Miejscowy biskup zatrudnił go jako prefekta w gimnazjum żeńskim w Petersburgu, a w 1917 zlecił mu wykłady z homiletyki oraz funkcję ojca duchownego w miejscowym seminarium.
W 1918 powrócił do Polski. Biskup Antoni Julian Nowowiejski mianował go profesorem ascetyki i mistyki oraz ojcem duchownym płockiego seminarium. Był wykładowcą i spowiednikiem Niższego i Wyższego Seminarium Duchownego w Płocku. Patronował wielu akcjom kleryckim, m.in. z jego inicjatywy powstało koło misyjne i abstynenckie.
Był m.in. wicerektorem seminarium duchownego w Płocku, odznaczał się głębokim życiem religijnym, obok pracy duszpasterskiej zajmował się walką z alkoholizmem. W 1921 rozpoczął pracę w Sanktuarium Miłosierdzia Bożego jako duchowy kierownik Zgromadzenia Sióstr Pasjonistek oraz Zgromadzenia Sióstr Służek Najświętszej Maryi Panny Niepokalanej, gdzie spowiadał i prowadził miesięczne dni skupienia i rekolekcje.

### Biskupstwo
19 grudnia 1927 został mianowany biskupem pomocniczym diecezji płockiej i biskupem tytularnym Camachus. Sakrę biskupią przyjął 22 kwietnia 1928 w Płocku.
W dalszym ciągu oddawał się pracy misyjnej i charytatywnej, a jako biskup pomocniczy także kurialnej i wizytacyjnej. Pasją jego życia była praca charytatywna i rekolekcyjna, której najwięcej poświęcał czasu i uwagi. W 1931 został prezesem Towarzystwa Dobroczynności Caritas w Płocku oraz założył Stowarzyszenie Pań Miłosierdzia.
Był sekretarzem generalnym Związku Misji Duchowych w Polsce i od 1939 dyrektorem Krajowej Unii Apostolskiej Kapłanów w Polsce. Wznowił działalność stołówki i utworzył kuchnię, która dziennie wydawała 500 obiadów bezpłatnie.
Wśród prac zastała go II wojna światowa. Akcja charytatywna trwała jeszcze przez pewien czas, kierowana przez niego do czasu jego pierwszego aresztowania 11 listopada 1939 i osadzenia w miejscowym więzieniu. Zwolniony po kilku dniach nadal pracował. 28 lutego 1940 został przewieziony do Słupna. Tam potajemnie odprawiał mszę świętą i święcił alumnów ostatniego roku Wyższego Seminarium Duchownego w Płocku. W nocy 6 z 7 marca 1941 razem z arcybiskupem Nowowiejskim został przewieziony do Płocka, a stamtąd do niemieckiego obozu zagłady Soldau (KL) w Działdowie, gdzie został umieszczony w celi z innymi księżmi. Wielokrotnie odprawiał nabożeństwa, starał się, aby siebie i swoich braci kapłanów doprowadzić do pełnej dojrzałości do męczeństwa. Prawdopodobnie został zamordowany po epidemii tyfusu, jaka panowała w lipcu i sierpniu 1941 (być może rozstrzelany w lesie pod Białutami). Oficjalna data śmierci podana przez władze niemieckie to 10 października 1941.

## Patron
Jego imię nadano szkołom w Sierpcu (Gimnazjum Publiczne im. Biskupa Leona Wetmańskiego przekształcone w Liceum Ogólnokształcące im. Biskupa Leona Wetmańskiego), a także gimnazjum w Sikorzu (Niepubliczne Gimnazjum Katolickie im. bł. abp. A. J. Nowowiejskiego i bł. bp. L. Wetmańskiego), które po przekształceniu w szkołę podstawową zostało przeniesione do Płocka (Katolicka Szkoła Podstawowa im. bł. abp. A. J. Nowowiejskiego i bł. bp. L. Wetmańskiego).

## Beatyfikacja
13 czerwca 1999 został beatyfikowany w grupie 108 błogosławionych męczenników przez papieża Jana Pawła II.